# Sinfonietta opus 10 (Mjaskovski)
Nikolaj Mjaskovski voltooide zijn Sinfonietta in A majeur opus 10 in 1910. Het is een werk dat de componist schreef tijdens zijn studiejaren aan het Conservatorium van Sint-Petersburg. Het is ongenummerd gebleven, in latere jaren volgden nog een Sinfonietta en een Sinfonietta in A. Hij bevond zich tijdens het componeren van deze kleine symfonie toen onder de invloed van Nikolaj Rimski-Korsakov (deel 2) en waarschijnlijk ook Wolfgang Amadeus Mozart (deel 3). Overigens kwam dit werk tot stand tussen zijn de eerste en tweede symfonie.

## Delen
1. Allegro
2. Andante (Idylle)
3. Presto.

Het is geschreven voor klein orkest met percussie en harp.